# Amfreville (Mancha)
Amfreville é uma ex-comuna francesa na região administrativa da Normandia, no departamento da Mancha. Estendeu-se por uma área de 10,10 km². Em 2010 a comuna tinha 293 habitantes (densidade: 29 hab./km²).
Em 1 de janeiro de 2016 foi fundida na comuna de Picauville.